# Võrgukare
Võrgukare ist eine unbewohnte Insel, 880 Meter von der größten estnischen Insel Saaremaa entfernt. Die Insel liegt in der Landgemeinde Saaremaa im Kreis Saare. Sie liegt in der Bucht Kõiguste laht im Kahtla-Kübassaare hoiuala.
Võrgukare ist 40 Meter lang und fünf Meter breit.